# Костурска синагога
Костурската синагога „Арагония“ или „Арагон“, или „Бет Кал“, наричана Голямата синагога (на гръцки: Συναγωγή της Καστοριάς "Αραγονία"; на иврит: בית כנסת אראגון), е бивш юдейски храм в македонския град Костур (Кастория), Гърция.

## История
Преди големия пожар от 1719 година в града има няколко синагоги, които изгарят в пожара. Голямата синагога е построена в 1830 година в центъра бившата еврейска махала на Костур, на днешната улица „Платон“, близо до площад „Омония“. Представлява четириъгълна сграда с купол. Състои се от две зали, малка ритуална баня миквех и затворен вътрешен двор за събирания. Разрушена е в 1948 година.